# Street Fighter III: 3rd Strike
Street Fighter III 3rd Strike: Fight for the Future (ストリートファイターⅢ サードストライク ファイト・フォー・ザ・フューチャー?) es un videojuego de lucha en 2D desarrollado y publicado por Capcom, lanzado originalmente para las salas de juego en 1999. Fue adaptado a Dreamcast, PlayStation 2 y Xbox entre el 2000 y 2010. Una versión en línea descargable titulada Street Fighter III: Third Strike Online Edition se lanzó para PlayStation Network y Xbox Live Arcade en 2011.
3rd Strike es la tercera y última entrega de la serie de videojuegos Street Fighter III. Al igual que sus predecesores (Street Fighter III New Generation y Street Fighter III Second Impact) se ejecuta en el hardware CP System III. 3rd Strike agrega a cinco personajes nuevos, entre los que destaca Chun-Li, la cual no estaba en Street Fighter III: New Generation y Street Fighter III: Second Impact. Asimismo, se añaden mejoras a las mecánicas y reglas de juego anterior. Este juego fue bien recibido en todas sus versiones, pero sus ventas fueron bajas, comparado con juegos previos de Street Fighter. El 29 de mayo de 2018, fue lanzado como parte del Street Fighter 30th Anniversary Collection para la PlayStation 4, Xbox One, Steam y el Nintendo Switch.

## Jugabilidad
Lanzado en mayo de 1999, la tercera y última entrega de Street Fighter III trajo de vuelta a Chun-Li, el clásico personaje de Street Fighter II, junto con cuatro personajes completamente nuevos (Makoto, Remy, Q y Twelve), extendiendo la lista a veinte personajes seleccionables, con Akuma ahora siendo un personaje regular. A todos los personajes que regresaron de los juegos anteriores de Street Fighter III se les dieron nuevos escenarios y finales, continuando la historia general de los dos primeros juegos. Algunos personajes también tuvieron cambios de actores de voz.
Los comandos para el parry aéreo, lanzamientos/agarres y ataques de salto cambiaron con respecto a 2nd Impact. Además, el jugador puede realizar un Guard Parry o una parada durante un aturdimiento de guardia si se ejecuta en el momento correcto. El Guard Parry también es conocido como Red Parry (parada roja) porque el personaje se pone rojo cuando lo realiza. El juego también presenta un «sistema de juicio», en el que el jugador ganador en una partida es calificado en función de su ofensiva, defensa, técnicas y puntos extra. También se otorgan puntos especiales después de cumplir con requisitos específicos.
El modo para un jugador consiste en luchar contra diez oponentes regulares, que incluyen a un rival específico del personaje como el penúltimo oponente y a Gill como el jefe final para todos los personajes, excepto el propio Gill, cuyo jefe final es Alex. A pesar de ser un personaje seleccionable, la versión de CPU de Q solo se puede combatir en el modo de un jugador como un retador secreto. Vuelve el minijuego Parry the Ball de Street Fighter III: 2nd Impact, así como una nueva versión del minijuego Crush the Car de Street Fighter II.
Al terminar el juego con todos los personajes, incluido Gill, opciones adicionales, como los ataques Super Art infinitos, estarán disponibles para ser activados si así se desea.

## Personajes
Todos los personajes de 2nd Impact regresaron, con la excepción de Shin Akuma, una versión de Akuma controlada por computadora con técnicas más poderosas (aunque el personaje todavía existe en el código del juego). Todos los personajes que regresaron, con algunas excepciones, tenían nuevos actores de voz para 3rd Strike. Los siguientes cinco personajes se agregaron en esta entrega:
- Chun-Li (voz de Atsuko Tanaka): Está buscando a una joven huérfana bajo su cuidado, que fue secuestrado en circunstancias misteriosas.

- Makoto (voz de Makoto Tsumura): Una joven japonesa, entrenada en karate. Desde la muerte de su padre, el dōjō de Makoto, Rindoukan, ha estado tambaleandose, por lo que busca desafiar a otros luchadores de todo el mundo para restaurar el éxito de su escuela.

- Q (voz de Len Carlson): Una figura misteriosa con una máscara y un abrigo. Está siendo perseguido por la CIA debido a que ha sido visto en todo el mundo cerca de accidentes e incluso se cree que él fue la causa de ellos. Si bien puede ser elegido como un personaje jugable, es un oponente oculto controlado por computadora en el modo de un jugador.

- Remy (voz de Eiji Sekiguchi): Un combatiente de pelo largo de Francia que viste una chaqueta de cuero estampada con una omega (Ω). Tiene rencor a todos los luchadores después de que él y su hermana fallecida fueron abandonados por su padre, quien decidió dedicarse a la lucha callejera. Su conjunto de movimientos es similar a la de Guile y Charlie.

- Twelve (voz de Lawrence Bayne): Un soldado que cambia de forma, desarrollado por la organización de Gill. Twelve tiene la orden de cazar a su prototipo, Necro, como su primera misión.

## Lanzamiento
Street Fighter III: 3rd Strike se lanzó originalmente para arcade en 1999. Hay tres revisiones del tablero de arcade, con diferencias en los errores y la mecánica del juego, específicamente movimientos de Urien que no pueden ser bloqueado.
La versión para Dreamcast se lanzó en el 2000. Al igual que Double Impact, esta adaptación tiene un modo Arcade, Versus, Entrenamiento (normal y para practicar el parry) y Opciones, así como un modo System Direction (dirección del sistem) que permite al jugador ajustar varias de los características del juego. También de la misma manera que en Double Impact, Gill puede ser seleccionado por el jugador, pero solo después de cumplir con ciertos requisitos. Además, se compuso una remezcla adicional del tema musical de cada personaje, que no está presente en la versión arcade original, la cual se reproduce durante el tercer round de cada partida. Estas remezclas también se incluyeron en la versión de PlayStation 2.
En 2004 se lanzó una versión para PlayStation 2, con todas las características de la versión de Dreamcast, incluida una elección entre las bandas sonoras de la versión arcade y las de Dreamcast. Fue lanzado en Japón como un juego independiente, con un paquete de edición limitada que contiene un libro de historia, All About Street Fighter, un rompecabezas de 500 piezas y un DVD con estrategias para el juego. La versión de PS2 se lanzó en América del Norte como parte de Street Fighter Anniversary Collection, un juego dos en uno que también incluye Hyper Street Fighter II. La versión de PS2 no se lanzó en la región PAL. La versión de PS2 fue relanzada en Japón el 18 de septiembre de 2008 en un paquete dos en uno con Capcom vs. SNK 2.
Durante el 2010 también se lanzó en las tres regiones una versión para Xbox de Street Fighter Anniversary Collection. La versión para Xbox de 3rd Strike incluye todas las características de la versión PS2, así como un modo Versus en línea. Todos los juegos originales de Xbox perdieron su componente en línea el 15 de abril de 2010.

### Online Edition
En la Comic-Con de San Diego de 2010, Capcom anunció que se estaba desarrollando una edición en línea de 3rd Strike titulada Street Fighter III: Third Strike Online Edition. Este juego presenta configuraciones gráficas mejoradas, juego en línea basado en la arquitectura GGPO y fue adaptado por Iron Galaxy Studios. Esta adaptación tiene características similares a Final Fight: Double Impact, incluidos filtros visuales, una banda sonora opcional remezclada por Simon Viklund y contenido adicional desbloqueable al completar los logros en el juego. Otros modos nuevos incluyen los modos Torneo y Espectador, así como modos de Prueba que enseñan los fundamentos del juego y la capacidad de compartir repeticiones en YouTube.
Online Edition se lanzó para PlayStation Network el 23 de agosto de 2011 y en Xbox Live Arcade el 24 de agosto de 2011. Aunque se promovió como una adaptación perfectamente fiel al arcade, su base de código se deriva del puerto para PS2. El juego alcanzó el puesto 8 en la lista de ventas de descargas de PSN. El 12 de febrero de 2014 se lanzó un parche final para corregir ciertos problemas con el juego.

### Street Fighter 30th Anniversary Collection
La versión arcade de 3rd Strike forma parte de 30th Anniversary Collection, publicada en el 2018. Este juego, junto con Street Fighter II: Hyper Fighting, Super Street Fighter II Turbo y Street Fighter Alpha 3, tiene funcionalidad en línea. A diferencia de Online Edition, 30th Anniversary Collection presenta una solución de código para juego en línea propia, desarrollada por Digital Eclipse.

### Soundtrack
Los temas para los juegos son predominantemente de los géneros house, jungle y drum and bass, con algunos elementos de jazz, hip-hop y techno. Mientras que Yuki Iwai trabajó en las bandas sonoras de New Generation y 2nd Impact, Hideki Okugawa trabajó en los tres juegos. La banda sonora del primer juego de la serie fue lanzada en CD por First Smile Entertainment en 1997, mientras que la banda sonora original de 3rd Strike fue lanzada por Mars Colony Music en el 2000, posteriormente también con una versión con arreglos nuevos. La banda sonora de 3rd Strike presenta tres canciones y pistas de comentarista del rapero canadiense Infinite.

## Recepción
Street Fighter III 3rd Strike inicialmente tuvo una recepción mixta. Desde entonces, ha recibido elogios por parte de la crítica. En 2004, Game Revolution dijo que «no es una adición muy emocionante. El juego es esencialmente igual que todos los demás Street Fighter, pero con el sistema de parry», antes de concluir que «[no hace] nada remotamente interesante gráficamente; lo cual no es una sorpresa si tenemos en cuenta que estos juegos apenas han crecido visualmente en quince años». IGN dijo que era «digno de la colección privada de casi todo el mundo [...] a menos que ya se tenga Double Impact»; mientras que CNET dijo que era «más débil en el departamento de gráficos que su predecesor».
Retrospectivamente, 3rd Strike fue clasificado en puesto 11 de los mejores juegos de década de 1990 por Complex; la revista también lo colocó en décimo lugar en su lista de los mejores juegos de lucha 2D de todos los tiempos en el 2013, afirmando que «es mucho mejor de lo que muchas personas le dieron crédito».

## Legado
Aunque 3rd Strike no fue particularmente popular cuando fue lanzado al mercado, lo cual generalmente se atribuye a que fue un juego de lucha en 2D en una época que los juegos de lucha en 3D eran los más populares y el crecimiento del poder de las consolas de videojuegos caseras, actualmente el altamente estimado en la comunidad de personas aficionadas a los juegos de lucha, siendo considerado uno de los mejores juegos de lucha de todos los tiempos, incluso hay quienes los sitúan como el mejor juego de Street Fighter de todos. Además de su sistema de juego, es altamente valorado por la calidad de sus sprites, que muchos consideran únicamente es igualado por juegos como Garou: Mark of the Wolves y The King of Fighters XIII mientras que la animación de los personajes es considerada mejor que juegos posteriores en 3D. 3rd Strike es también notable por ser el juego en el que ocurrió el famoso «Evo Moment 37» (donde Daigo Umehara realizó el «Daigo Parry»), que es citado como uno de los momentos más icónicos de los videojuegos competitivos y que inspiró a muchos a jugar este juego, inyectando nueva vida a su comunidad durante un periodo en el que se había quedado estancada. En 2022, IGN lo nombró «el más grande juego de lucha de jamás creado».